# Dalian
Dalian (大连S, DàliánP) è una città della Cina nella provincia del Liaoning.
Conta circa 6,7 milioni di abitanti, è il principale porto della sua provincia e il terzo per importanza di tutta la Cina.

## Storia
Durante le dinastie Qin e Han, il territorio di Dalian fu sotto la giurisdizione della provincia di Liaodong. Agli albori della Dinastia Tang la giurisdizione del territorio finì nella provincia di Andong, nel regno di Jili.
Nel XX secolo dopo la guerra russo-giapponese la città fu occupata dai giapponesi ed unita allo stato fantoccio del Manchukuo. Nel 1937 la città venne ampliata dai Giapponesi e divisa in due città: Dairen al nord (odierna Dalian) e Ryojun a sud (Lushun).

## Geografia fisica
Dalian si trova all'estremo della penisola di Liaodong, fra il Mar Giallo a est e il Mare di Bohai a ovest. È costituita dalla città di Dalian vera e propria e la più piccola città di Lüshunkou, conosciuta anche come Port Arthur o Ryojun.

## Economia
Dalian è la città cinese più settentrionale ad ospitare un porto libero dai ghiacci tutto l'anno. Nel 1984 Dalian ha ricevuto lo status di zona economica speciale, che consente di ricevere importanti investimenti stranieri.
Dalian è il più grande porto petrolifero della Cina, ed il terzo in assoluto, di conseguenza è sede di raffinerie e stabilimenti chimici. La città ha ricevuto diversi benefici dal governo cinese, fra i quali la denominazione di città aperta nel 1984 che le consente di ricevere ampi finanziamenti anche dall'estero.
Nel marzo 2007 l'Intel ha annunciato l'intenzione di installare una fabbrica di materiali semiconduttori, e si tratterebbe del primo insediamento industriale, interamente costruito dalla Intel negli ultimi 15 anni.

## Infrastrutture e trasporti

### Ferrovie
La città è collegata con Harbin tramite la Ferrovia Harbin-Dalian ad alta velocità.

## Sport

### Calcio
Dalian è stata la prima "zona calcistica" della Cina, ed è stata soprannominata la "città del calcio" a causa della sua ricca cultura calcistica urbana. Secondo stime incomplete, la Dalian Dongbei Road Primary School ha fornito più di 100 giocatori alla nazionale cinese di calcio nel corso degli anni. Il Dalian Football Club, fondato nel 1983, è stato acquisito dal gruppo Wanda nel 1994, diventando il Dalian Wanda Football Club. Durante il periodo 1994-1998, il club ha vinto quattro volte il campionato di prima divisione cinese (1994, 1996, 1997, 1998) e una Supercoppa cinese (1997) e si è classificato secondo nella Coppa delle Coppe d'Asia (1998). Nel 1999, il gruppo Shide si è unito alla squadra, che è stata ribattezzata Dalian Wanda Shide Football Club, ma ha ottenuto risultati deludenti in campionato. Nel 2000, il Wanda si è ritirato, permettendo al gruppo Shide di prendere il controllo completo del club, che è stato rinominato Dalian Shide Football Club. Successivamente, la squadra ha vinto quattro volte il campionato di massima divisione (Prima divisione: 2000, 2001, 2002; Super League cinese: 2005), due Coppe della Cina (2001, 2005) e due Supercoppe cinesi (2001, 2003) e si è classificata seconda nella Coppa delle Coppe dei Campioni dell'Asia (2001). Il Dalian Shide è la squadra con il maggior numero di vittorie nel campionato di calcio cinese da quando è diventato professionistico (8 volte, con il Guangzhou Evergrande al secondo posto con 7 titoli) e ha stabilito il record del calcio cinese di 55 partite consecutive senza sconfitte in campionato (dalla 11ª giornata della Prima divisione del 1995 alla 21ª giornata della Prima divisione del 1997) e 57 partite consecutive senza sconfitte in casa (dalla 5ª giornata della Prima divisione del 1994 alla 25ª giornata della Prima divisione del 1998).
Il Dalian Yifang Zuqiu Julebu è la principale squadra di calcio della città che milita nella Chinese Super League. La squadra è nota negli ultimi anni per gli acquisti di giocatori di caratura internazionale come Nicolás Gaitán, Yannick Carrasco e Marek Hamšík.

## Amministrazione

### Gemellaggi
- Fiume, dal 2006[1]